# 大阪日日新聞
大阪日日新聞（おおさかにちにちしんぶん）は、大阪府で発刊されていた地方新聞である。2023年以降は鳥取県に本社を置く新日本海新聞社の子会社である週刊大阪日日新聞社より週刊大阪日日新聞の発行のみ継続されている。
発行部数は5,216部（2022年10月、日本ABC協会調べ）。

## 概要
1910年（明治43年）に「帝国新聞」として創刊し、1912年（明治45年・大正元年）に現在の題号となる。1942年（昭和17年）太平洋戦争（第二次世界大戦）による新聞事業令に基づく新聞統制に伴い、「夕刊大阪新聞」（現・産経新聞大阪本社）に統合し休刊。1946年には夕刊専売紙として復活した。
同年より毎年夏に花火大会などのイベント「水都祭」を主催。高度経済成長時代に突入した1960年代後半 - 80年代には、帰宅途中のサラリーマンに照準を絞りゴシップ記事（山口組の動向などヤクザ関係の話題が多かった）・風俗・スポーツ・ギャンブル（地元の住之江競艇関連のものが多かった）関連の記事を多く掲載。1983年 - 1991年（平成3年）までは題字をカタカナの「ニチニチ」としていた時期もあった。
大阪日日新聞社は1991年8月に、男性向け総合情報娯楽雑誌「BigDays」（ビッグデイズ。月2回刊。日本全国の書店・コンビニエンスストアにて販売）を創刊した。しかし「BigDays」は、部数や売り上げの低調などで創刊から僅か数か月で休刊し、大阪日日新聞社の全国展開は失敗した。
1991年10月から方針を転換し、「大阪日日新聞」の題字を復活（「ニチニチ」も併用）したが、ライバル紙との競合により発行部数は大幅に落ち込み、バブル崩壊による関連事業の収支悪化が追い打ちをかけたことで経営が立ち行かなくなり、2000年8月23日に鳥取県で日本海新聞を発行する新日本海新聞社に救済される形で買収された。それに伴い夕刊紙からリニューアル、同年10月より朝刊（専売）による地方紙に転換した。編集局は新日本海新聞社大阪支社へ統合、紙面の編集・製作・印刷も新日本海新聞社へ全面委託（紙面も一部共有）。紙面は大阪までトラックで輸送している。なお、経営統合の4か月前の2000年4月、新日本海新聞社は兵庫県内の取材強化の目的で姫路支社を開設して播磨版を創刊したものの失敗し半年で廃刊となったが、閉鎖された姫路支社の一部スタッフを大阪日日新聞に配置転換している。
2002年11月に運営会社の社名を「株式会社大阪日日新聞社」から「株式会社ザ・プレス大阪」に変更した。2008年2月1日にザ・プレス大阪は新日本海新聞社（大阪支社）に吸収され、同日より発行元は「新日本海新聞社 大阪本社」となった。合併後は日本新聞協会と47NEWS・47CLUBには本紙名義では加盟せず、母体紙の日本海新聞が代表して加盟している。
2014年4月14日、新日本海新聞社の傘下となって以来の本社を、大阪市中央区博労町から北区中津の新社屋に移転した。
2023年6月13日朝刊1面社告にて、「社会情勢の変化に伴うかつてない厳しい経営環境」を理由に、7月31日発行の朝刊をもって休刊すると発表した。これにより、前身の「帝国新聞」を含め113年、朝刊紙としては23年の歴史に幕を下ろし、大阪府における地方紙はすべて消滅する「地方紙空白域」となる。なお、鳥取本社の日本海新聞、後述の「週刊大阪日日新聞」（フリーペーパー）の発行は継続される。

### 発行所
- 大阪本社：大阪府大阪市北区中津6丁目7番1号
- 鳥取本社：鳥取県鳥取市富安2丁目137番地 - 紙面制作・印刷はここで行っている
- 東京支社：東京都港区元赤坂1丁目1番7号

### 発行エリア
夕刊紙の時代から大阪府全域と京阪神エリアの駅売店やコンビニエンスストアでの即売が主であり、現在も一部の私鉄駅の売店やコンビニ（ファミリーマート、デイリーヤマザキ）にとどまり、JR西日本の駅の構内キヨスクやハート・インでも扱っていない。宅配は全国紙の宅配所に委託している。
2000年10月の朝刊紙への移行後、当初は鳥取県の日本海新聞本部で印刷・編集してから新聞をトラックで大阪まで配ぶため時間がかかり、宅配・即売エリアともに、大阪市内の中央の数区（旭区、中央区、北区など）に限られていた。
その後、配送ラインの整備により大阪市全域に拡大。2003年に大阪市の周辺（北摂地域：吹田市、豊中市、箕面市、池田市、河内地域：守口市、東大阪市、及び泉州地域：堺市、泉佐野市、岸和田市）まで宅配網を広げたが、部数の伸び悩みにより泉州地域からは撤退を余儀なくされ、現在は大阪市、吹田市、豊中市、池田市、守口市（一部）、東大阪市（一部）、箕面市（一部）地域が宅配エリアとなっている。
なお、上記事情により紙面の輸送に時間を要するため、プロ野球の試合が長引いた場合、試合結果は1日遅れて翌日付の紙面に掲載される。

### 価格設定
1面の新聞名「題字」の横（紙面刷新2015年以前は題字下）は「即売1部売りの定価」がカラー付きで掲載されている。
消費税込み新聞定価を、2014年4月1日の消費税率改定に伴い「即売1部90円、月極め1か月2,050円」に値上げ。2019年10月1日の消費税率の再引き上げに伴い、宅配に変更ないが、駅・コンビニ即売は100円/部に変更された。即売の10円値上げについて「カラー増頁や電子版アプリ導入などのサービスの充実を図りつつ、様々な合理化・経費削減に努めたが、流通経費や新聞製作費用が年々増加しているため」と説明している。
かつての定価（即売1部80円、月極め1か月1,995円）は、親会社の日本海新聞とともにこれまで「全国各地の一般紙の中で最も安い新聞」と宣伝していた。一時、産経新聞社が朝刊紙SANKEI EXPRESS（サンケイ エクスプレス）を月極め1,680円で発行し、最安値ではなくなった時期もあった。なお、日本新聞協会非加盟の日刊地域紙まで含めると、月極め600円の稚内プレスが最安値である。

### 発行部数「20倍」に水増し
かつては公式サイトの媒体概要にて、発行部数について「現在の発行部数11万部は緒についたばかりのスタート時点であります」と、実態と十数倍の乖離がある誇大な記述を行っていた が、新日本海新聞社へ合併後は当該部分が「現在の発行部数7,750部は……」とABC協会の発表数値を用いた表現に修正された 後、発行部数に関する記述そのものが削除された。
なお、休刊直前の発行部数は約5千部であった。

## 紙面構成

### テレビ番組面
- 最終面 - NHK教育・総合、MBSテレビ、ABCテレビ、カンテレ、読売テレビ、テレビ大阪の各局をフルサイズで、サンテレビ、京都テレビをハーフサイズで掲載。番組解説欄を併設。デジタル放送の差し替え（主としてNHK2チャンネル）は掲載されていない。デジタルチャンネルの表示は2006年11月までは番組解説欄にまとめて掲載されていたが、同12月からは放送局表示の下部に掲載されている。
- 第2テレビ・ラジオ面 - 2009年秋頃から一部収録放送局が差し替えられた。
  - 2009年夏頃まで - テレビはNHK BS1、BS2、WOWOW、テレビ和歌山、奈良テレビ放送（WTVとTVNはチャンネル表示なし）、放送大学学園（テレビ・ラジオ）（以上ハーフサイズ）、NHKハイビジョンをWOWOWの下に小サイズで掲載。その他の各民放系衛星放送をラジオ番組の下に小サイズで掲載している。スター・チャンネル、BS11、TwellVも未収録。CSは朝刊移行後最初2か月は数局掲載されていたが、BSデジタル放送の開始に伴いGAORAのみの収録に。
    - ラジオについては、NHK FM、FM大阪、FM802、Kiss FM KOBEを上段フルサイズ、FM COCOLOとα-Stationを上段小サイズ。中波局のうちNHK第1・第2、ABCラジオ、MBSラジオ、ラジオ大阪はFM各局の下に中サイズ。ラジオNIKKEI、ラジオ関西とKBS京都はそれぞれNHKハイビジョン、奈良テレビ、放送大学ラジオ放送の下に小サイズ。

  - 2009年秋頃から - 放送大学の番組表収録が割愛され、その箇所にラジオ関西、KBS京都、ラジオNIKKEIの順で小サイズの番組表を掲載。これまで以上3局の放送番組表を載せていた箇所にはBS11、TwellV、スカイ・Aスポーツプラスの番組表が小サイズで収録されるようになった。それ以外の各局は従前と同じ。
  - 2011年3月 - CS放送の番組表を拡大し、ラジオ面に掲載されていたスカイ・AとGAORAの番組表を移設、放送大学の番組表をテレビのみ復活させた他、ジェイコム関西で配信されているCS放送とコミュニティーチャンネル、スター・チャンネル1の番組表をクォーターサイズ（コミュニティーチャンネルのみハーフサイズ×2列）で掲載するようになった。
  - 2011年4月 - NHKのBS再編に伴い、BS2とBShiの統合による新チャンネル「BSプレミアム」がBS2の箇所に掲載。旧BShiの箇所にBS日テレが掲載され、BS朝日・BS-TBS・BSテレ東・BSフジはそれぞれ左に1局分ずれて掲載するようになった。
  - 2011年10月 - WOWOWの多チャンネルハイビジョン編成の開始に伴い、WOWOWの列の箇所にプライム・ライブ・シネマの3つのチャンネルをクォーターサイズで収録するように再編された。
  - 2012年10月? - BS・ラジオの番組表のレイアウトを変更。BS（無料放送）は上段に纏めて掲載し、左端にクォーターでBS11とトゥエルビ、その次にNHKの2つと民放系の番組表をハーフサイズ・チャンネル順で掲載。番組解説の右隣にテレビ和歌山と奈良テレビがハーフサイズよりやや大きめ、WOWOW3チャンネル分はクォーターサイズでその隣に掲載。2019年1月3日からはラジオの3段目の局を1局分ずらし、WOWOWシネマの右隣に、NHK BS4Kを収録。ラジオはFM・中波を含めすべてクォーターサイズになった。BS放送に提供している有料チャンネルは従来どおりケーブルテレビ番組表のページに載せている。

第2テレビ・ラジオ欄収録放送局一覧
| 頁       | 左頁 | 右頁 | 右頁 |
| 放送局名 | ケーブルテレビ・CS | テレビ | ラジオ |
| -------- | --- | --- | --- |
| 放送局名 | （1・2段目左端）J:COMチャンネル大阪（コミュニティーチャンネル ハーフ2列・広告扱い） 以下クォーター （1段目）放送大学（テレビ）、スカイA、GAORA SPORTS、J SPORTS1・2・3、ゴルフネットワーク （2段目）ムービープラス、映画チャンネルNECO、ファミリー劇場、FOX、時代劇専門チャンネル、女性チャンネル♪LaLa TV、AXNミステリー （3段目）ディズニー・チャンネル、アニマックス、キッズステーション、ディズニーXD、ヒストリーチャンネル、ディスカバリーチャンネル、テレ朝チャンネル2、ナショナルジオグラフィックチャンネル、スペースシャワーTV （3段目）囲碁・将棋チャンネル、V☆パラダイス、東映チャンネル、衛星劇場、スターチャンネル1、TBSチャンネル1、釣りビジョン、フジテレビTWO、フジテレビONE （4段目）グリーンチャンネル、日経CNBC、MONDO TV、スーパー!ドラマTV、日本映画専門チャンネル、日テレジータス、スターチャンネル3、歌謡ポップスチャンネル、大人の趣味と生活向上◆アクトオンTV | ハーフ BS1、BSプレミアム、BS日テレ、BS朝日、BS-TBS、BSテレ東、BSフジ（以上上段） テレビ和歌山、奈良テレビ放送（以上BS1の下） クォーター BS11、BS12（以上上段・BS1の左隣に並べて掲載） WOWOWプライム・ライブ・シネマ（以上BSプレミアムの下）、NHK BS4K（WOWOWシネマの右） | 全てクォーター （1段目）NHK第1、NHK第2、NHK-FM、ラジオ大阪、ラジオ関西 （2段目）KBS京都、ABC、MBS、FM大阪、FM802 （3段目）FM CO・CO・LO、kiss FM、α-Station、ラジオNIKKEI |

- 夕刊紙時代は中頁掲載で、発行・発売日（日付の前日）の夜間から日付当日（発行日から見て翌日）の終日のテレビ欄がフルサイズ（のちに1992年ごろから日付当日分はハーフサイズに変更）で掲載されていた。ラジオ番組は1992年頃のレイアウト変更まではNHK-FMとFM大阪、FM802のみだったが、その後在阪AM局を含め、クォーターサイズで収録されるようになった。ラジオ欄は発行・発売日分のみの収録だった。

### 地方版
地方版は2021年9月以後は曜日により計2 - 3頁で構成され、社会面手前の2ページに、大阪・近畿圏のローカルニュースを見開きで掲載した「大阪・関西ワイド」（旧地域総合面と第3社会面　2021年10月13日付から改称　右ページは原則としてカラー刷り）と、地域のコミュニティー情報に特化した「にちにちアラカルト」（主に月・火・隔週木・金曜日掲載）からなる。「アラカルト」のページにおいては隔週水曜日の「水曜プラザ」、隔週木曜日の「地域経済」、日曜日の「史跡探訪」などの別の特集を掲載している場合もある。
連載キャンペーンとして、2004年度には「なくせ!!大阪ワースト1」を掲載し、ひったくり犯罪、児童虐待、車上荒し、放置自転車、ホームレス対策、ストーカー、大和川の水質、結核、労働災害など大阪府に関連する話題を取り上げた。
2005年度は阪神・淡路大震災から10年目や、2004年が新潟県中越地震や台風等の自然災害が多発したことを受けて、防災上の注意点や問題点について検証したり、被災地の現状やそこに住む住民など関係者の証言で構成する「忘れたらあかん!~今大阪に迫る災害~」、日本海新聞との共同企画により、日韓友情年に当たって日本と韓国・北朝鮮（いわゆる朝鮮半島）の交流やその課題についてレポートする「波涛（はとう）を越えて~日韓・日朝は今~」を掲載した。
大阪市職員の厚遇問題（カラ出張、職員退職金や給料の高騰化やヤミ手当て、制服と称したスーツ=背広=支給など）に鑑み、それらの問題点を追求し市民や大阪市会議員らの意見をまとめた「大阪市 どないなってんねん？」と題したキャンペーン記事を同年1月27日付から随時掲載している。

### その他
2003年度から2005年6月まで毎週木曜日（年末年始にかかる場合は休載）の最終面に大阪府下各地の振興町会を取材した「たうんオーケストラ・輝く街」というカラーグラフ連載を掲載した。（このため通常最終面に掲載されるテレビ面<大阪府下を中心とした地上波テレビの番組欄>は中面に掲載し、第2テレビ・ラジオ面<衛星放送とラジオ番組欄>との見開き形式で掲載されていた）
紙面の一部は、日本海新聞と共有している。
4コマ漫画は、朝刊紙になった2000年10月から2009年3月までは「ゴキゲンさん」（きざきのぼる）が掲載されていたが、2009年4月より「ゴンちゃん」（かまちよしろう）が掲載されている。

## アプリ版
同新聞では、ウェブのほか、アプリケーションソフトのLINEに、大阪・関西関係の記事を中心としたニュースをまとめて平日の昼過ぎに配信しているほか、大阪日日新聞の独自のアプリからも新聞の紙面イメージの提供をしていた。紙面イメージが掲載されるのは地方版に当たる「にちにちアラカルト」「大阪・関西ワイド」の一部記事のみ。
2023年7月31日に「日日是好日、また会う日まで　読者の皆さま、ありがとうございました」などの記事を掲出したのを最後に更新はとまっている。

## 週刊大阪日日新聞
『週刊大阪日日新聞』（しゅうかん おおさかにちにちしんぶん）は、『大阪日日新聞』（日刊）の姉妹紙として2005年（平成17年）11月12日に週刊で創刊されたフリーペーパー。2019年現在の発行部数は約14万7,000部とされていた。その後、月刊、ないし、月2回刊となり、2024年の時点では、発行部数も『週刊大阪日日新聞』が24万部余り、姉妹紙の『週刊大阪日日新聞（タワマン版）』が1万部余りとなっている。

### 概要
子会社の「株式会社週刊大阪日日新聞社」が発行。原則として対象地域の各市・区の全戸に発行週の木 - 金曜日に無料配布されるが、日刊紙の定期購読者は発行する週の土曜日付け朝刊と一緒に織り込まれる（広義の二部紙）。普通の新聞と同じサイズ（ブランケット）になっている。
発行日と配布エリアは、「大阪市内北東部版」（毎月第2・第4土曜発行）が都島区、城東区、旭区、鶴見区。「キタ版」（毎月第4土曜発行）は北区。「京阪版」（毎月第4土曜発行）は守口市、門真市。
紙面の内容は、大阪府と大阪市のニューストピックス（地域政治・公共問題など）に大阪市内のタウン情報（グルメ、エンターテインメント、ショッピング）や、親会社の日本海新聞社本部がある山陰地方の観光情報、求人情報など。